# El veneno de la poligamia

Ilustración que acompañó a las entregas durante la publicación de la novela.

El veneno de la poligamia (en chino: 多妻毒; pinyin: Duō Qī Dú) es una novela escrita en chino clásico, publicada por primera vez en formato de serie en el periódico Chinese Times de Melbourne, Australia, entre junio de 1909 y diciembre de 1910. Fue la primera novela por un escritor chino de la diáspora que se publicó en Australia, y la primera novela en chino que se publicó en Australia y posiblemente en occidente. En la primera publicación, el autor fue identificado con el seudónimo de Jiangxiaerlang. Investigaciones posteriores identificaron a Wong Shee Ping como escritor, editor de un periódico, predicador cristiano y revolucionario republicano, también conocido como Wong Yau Kung.

## Trama
La novela comienza en la dinastía Qing, específicamente en la década de 1850, durante la rebelión Taiping. El personaje principal, Huang Shangkang, vive en un pueblo de la provincia de Cantón con su esposa Ma y es adicto al opio. Él y Ma han estado casados durante tres años, no tienen hijos y están luchando por pagar las deudas de Shangkang. Cuando su madre se enferma, ella vende sus pocas posesiones para pagar los médicos, pero las drogas no funcionan y la señora muere. La pareja cae aún más a la pobreza hasta que reciben la visita del primo de Ma, que ha hecho su fortuna en la fiebre del oro victoriana. El primo ofrece pagar el pasaje de Shangkang a Australia con la condición de que deje el opio. Shangkang acepta y se marcha a Victoria.
La novela describe el viaje de Hong Kong a Victoria a través de Singapur, Darwin y Australia del Sur, la vida en los campos de oro victorianos y la comunidad china de Melbourne, y los eventos en Cantón, donde Ma espera noticias de Shangkang. Aunque está ambientada durante la segunda mitad del siglo XIX, la historia se escribió durante la primera década de la Federación Australiana y justo antes del final de la dinastía Qing. También describe las interacciones entre los australianos chinos y los australianos aborígenes, los colonos europeos y la selva australiana, y comenta sobre la situación de la mujer en la sociedad china.

## Edición y traducción
La novela, escrita en chino clásico, se publicó por primera vez en 53 partes en el periódico Chinese Times en Melbourne entre el 5 de junio de 1909 y el 10 de diciembre de 1910. Cada entrega iba acompañada de una ilustración de un niño sosteniendo un espejo con el carácter chino de «sociedad». Su autor Wong Shee Ping fue editor del periódico. Fue redescubierto por el historiador Mei-fen Kuo mientras investigaba los primeros periódicos chino-australianos.
La primera traducción al inglés de la novela, de Ely Finch, fue publicada por el periódico de la Universidad de Sídney en 2019, en una edición paralela bilingüe con comentarios históricos de Mei-fen Kuo y Michael Williams.